# Кляйн, Михаэль
Михаэль Кляйн (рум. Michael Klein; 10 октября 1959, Amnaș, Сибиу — 2 февраля 1993, Крефельд, Северный Рейн-Вестфалия) — румынский футболист, игравший на позиции левого защитника.

## Клубная карьера
Провёл молодёжную и начал профессиональную карьеру в клубе «Корвинул Хунедоара». За него Кляйн сыграл 313 матчей и забил 37 голов. Сезон 1978/79 провёл в аренде в «Аурул Брад». С 1988 по 1990 года выступал за столичный клуб «Динамо».
В 1990 году перешёл в немецкий клуб «Байер» (Юрдинген). В 1992 году помог клубу выйти в Первую Бундеслигу. В декабре этого же года сыграл последний матч за немецкий клуб.
2 февраля 1993 года во время тренировки у Михаэля случился инфаркт миокарда, который привел к смерти.
Похоронен с государственными почестями в городе Хунедоара.

## Выступление за сборную
Дебют за национальную сборную Румынии состоялся 9 сентября 1981 года в товарищеском матче против сборной Болгарии (1:2). Был включён в состав сборной на чемпионат Европы 1984 во Франции и на чемпионат мира 1990 в Италии. Всего за сборную Михаэль провёл 90 матчей и забил 5 голов.

### Голы за сборную
| # | Дата            | Место             | Соперник | Счёт | Результат | Турнир                  |
| - | --------------- | ----------------- | -------- | ---- | --------- | ----------------------- |
| 1 | 18 мая 1982     | Сантьяго, Чили    | Чили     | 0-1  | 2-3       | Товарищеский матч       |
| 2 | 18 мая 1982     | Сантьяго, Чили    | Чили     | 0-2  | 2-3       | Товарищеский матч       |
| 3 | 15 июля 1982    | Сучава, Румыния   | Япония   | 1-0  | 4-0       | Товарищеский матч       |
| 4 | 8 сентября 1982 | Бухарест, Румыния | Швеция   | 2-0  | 2-0       | Квалификация на ЧЕ 1984 |
| 5 | 28 октября 1987 | Влёра, Албания    | Албания  | 0-1  | 0-1       | Квалификация на ЧЕ 1988 |

## Достижения

### Корвинул Хунедоара
- Чемпион Второй лиги Румынии: 1979/80

### Динамо (Бухарест)
- Чемпион Румынии: 1989/90
- Обладатель Кубка Румынии: 1989/90

### Байер (Юрдинген)
- Чемпион Второй Бундеслиги: 1991/92